# The Stiffs
I The Stiffs sono una stati un gruppo musicale britannico punk rock, pop punk e power pop. Il gruppo è originario di Blackburn, Lancashire.

## Storia
Gli Stiffs si sono formati nel 1976 dai compagni di scuola Phil Hendriks e Ian "Strang" Barnes, si sono aggregati successivamente al gruppo Tommy O'Kane e Mark "Ossie" Young e suonarono il loro primo concerto all'East Lancs Cricket Club nel 1977. In seguito a diverse prenotazioni di sale della chiesa locale e club giovanili in cui suonarono un misto di cover e composizioni originali di Hendriks/Barnes, Young fu sostituito da John "Big" McVittie. I primi singoli furono Standard English, Brookside Riot Squad e DC-RIP; pubblicati dalla loro etichetta Dork Records all'inizio del 1979.
Nel dicembre del 79' la band, ormai consolidata grazie alle loro performance dal vivo nonostante la giovane età dei suoi membri, pubblicò il suo secondo singolo: Inside Out e Kids on the Street, registrato ai Pennine Sound Studios di Oldham con un budget di £75. Il singolo fu prodotto dall'ingegnere Paul Adshead e dalla band e incarnò il progresso musicale di quest'ultima, amalgamando melodia, potenza ed energia. Un errore nell'impianto di pressatura ha portato le prime 1000 copie ad avere le etichette stampate sul rovescio.
John Peel ha suonato il disco incessantemente nel suo programma, citato per aver detto in onda che Inside Out è stato «il più grande disco nella storia dell'universo». Sostenendo la band Peel interruppe il programma di DJ Mike Read per insistere affinché suonasse il disco. Dopo le sessioni radiofoniche di Peel e Read, il singolo divenne un successo nelle classifiche indie e fu ristampato dall'etichetta sussidiaria Zonophone della EMI all'inizio del 1980.
Fu così che Gli Stiffs firmarono un contratto con la EMI a metà del 1980, la band era ora gestita da Hedley Leyton, fratello di John Leyton. Le registrazioni iniziali furono prodotte da Dale Griffin e Peter Overend Watts dei Mott The Hoople. I brani risultanti Innocent Bystander, Volume Control e Best Place in Town non erano di gradimento della EMI e, nonostante i remix, i brani furono consegnati ai loro caveau. Ciò significava che gli Stiffs non avevano ancora alcun record successivo a Inside Out. Le nuove canzoni erano in fase di demo, ma nessuno alla EMI sembrava avere fretta di pubblicare qualsiasi prodotto della band. Alla fine la EMI ha assegnato alla band compiti di produzione nei Rockfield Studios con a capo l'ingegnere Pat Moran e l'ex bassista dei Rockpile e dei Love Sculpture John David. I piani per un album furono sospesi, portando la direzione della band a chiedere che venissero sciolti dal loro contratto.

### Accordo contro gli Stiff
Fu assicurato poi un accordo con la Stiff Records e alla band fu detto di registrare la loro cover della hit del 1975 dei Glitterband Goodbye My Love con 12 ore di preavviso. Il brano fu pubblicato nel febbraio 1981 e trascorse diverse settimane nel National Airplay. Nonostante la promozione radiofonica e stampa e un tour nazionale con gli U.K. Subs e Anti-Pasti ci furono problemi di distribuzione, inoltre il singolo era difficile da ottenere e le vendite non furono sufficienti per interessare la Stiff Record a un seguito. Entro la metà del 1981 la formazione originale si sciolse.

### Dal 1982
Nel 1982 emerse una formazione di breve durata: Hendriks e Barnes con John Mayor e Nick Alderson. La nuova formazione registrò una nuova sessione di Peel, ma durò meno di un anno. Questa sessione ha visto la partecipazione dell'ex batterista dei Mott The Hoople, Dale Griffin, che ha anche assunto l'incarico di produttore. Nel dicembre 1984 la formazione EMI si riunì per un concerto che dovette essere riprogrammato per febbraio 1985 in un luogo più grande, dopo che i fan entusiasti fecero interrompere il concerto dopo 15 minuti a causa dei timori per la sicurezza di tutti. Tra queste date, gli Stiffs registrarono un quinto singolo The Young Guitars; Hendriks e Barnes reclutano John Mayer e Mark Hurlbutt con l'aggiunta del chitarrista John Wade per il lato B Yer Under Attack. Tommy O'Kane si è unito a questa formazione di cinque elementi in alcune date nel corso del 1985 e del 1986 in un formato a due batteristi e John McVittie si è unito alla band di nuovo in un quattro elementi con Hendriks, Barnes e Mayor.
Tredici anni dopo l'uscita dell'ultimo disco degli Stiffs, due delle canzoni del gruppo sono finalmente apparse su CD, per gentile concessione della Anagram records che ha pubblicato una compilation dei singoli Zonophone della EMI intitolata "The Zonophone Punk singles collection".
Il marzo del 1999 ha visto l'uscita del primo album completo di materiale di Stiffs, quando Captain O! records ha pubblicato Stiffs-the Punk Collection. L'album era una raccolta dei singoli della band più molti demo e master inediti, che coprivano l'intera storia della band.